# Independencia (Chile)
Independencia ist eine Gemeinde der Región Metropolitana de Santiago mit 100.281 Einwohnern (2017). Sie ist eine der Gemeinden der Provinz Santiago. Die Hauptstraßenachse der Gemeinde ist die Avenida Independencia (die der Gemeinde ihren Namen gibt), die sie von Norden nach Süden durchquert. Sie beruht auf einem alten Pfad der Inka.

## Geschichte
Independencia ist eine Gemeinde, die im alten Sektor „La Chimba“ im nord-zentralen Sektor des Großraums Santiago liegt. Das Stadtbild ist eher unregelmäßig und zeichnet sich durch die Anwesenheit von mittelhohen Gebäuden aus.
Das Viertel entstand Ende des 19. Jahrhunderts. Durch das schnelle Bevölkerungswachstum wurde es zu einer autonomen Gemeinde, die einen integralen Bestandteil des Ballungsraums der Hauptstadt bildet. 1918 weihte die Deutsche Klinik Santiago ihr erstes Gebäude in dieser Kommune in der Dávila-Baeza-Straße ein.
Die Gemeinde Independencia entstand 1991 durch den Zusammenschluss von Teilen der Gemeinden Santiago, Conchalí und Renca. Während der Teil, der aus Santiago gebildet wurde, hauptsächlich aus Wohngebieten der Mittelschicht bestand, setzte sich der Rest aus Siedlungen der eher ärmeren Bevölkerungsschichten zusammen. Diese soziale Spaltung überdauerte und bestand nach der Gründung der Gemeinde weiterhin.

## Demografie
Laut der Volkszählung 2017 lebten in der Gemeinde Independencia 100.281 Personen. Davon waren 49.186 Männer und 51.095 Frauen, womit es einen leichten Frauenüberschuss gab.